# (769) Татьяна
(769) Татьяна (лат. Tatjana) — астероид из группы главного пояса, который был открыт 6 октября 1913 года советским (в то время российским) астрономом Григорием Неуйминым в Симеизской обсерватории и назван в честь Татьяны Лариной, героини стихотворного романа Александра Пушкина «Евгений Онегин».